# اللغة الإندونيسية
اللغة الإندونيسية هي اللغة الرسمية لإندونيسيا. تعتبر اللغة الإندونيسية لهجة قياسية للغة الملاوية وهي لغة أسترونيزية والتي تم استخدامها كلغة تواصل مشترك لعدة قرون في الأرخبيل الإندونيسي متعدد اللغات. اعترف باللغة الإندونيسية الرسمية (Bahasa Indonesia) بعد إعلان الاستقلال الإندونيسي في سنة 1945. اللغة الإندونيسية هي من أكثر اللغات المنتشرة في العالم من حيث عدد الناطقين بها.
أغلب الإندونيسيين يُتقنون على الأقل لغةً واحدةً من ال 700 لغة المحلية في إندونيسيا بجانب اللغة الرسمية. من الأمثلة على هذه اللغات اللغة الجاوية، واللغة السوندية واللغة البالية، والمستخدمة بكثرة على نطاق محلي. لكن تبقى اللغة الرسمية هي اللغة المستخدمة في وسائل الإعلام وفي الهيئات الرسمية والقضاء وغيرها من وسائل التواصل.

## التاريخ

### الحقبة الملكية الأولى
اللغة الأندونيسية تُنسب معياريا لجُزر ملاي رياو نسبةً لجزر رياو ولكنها تنبع من اللغة الملاوية الكلاسيكية المتأصلة في سلطنة ملقا ، والمتحدث بها في الأصل في شمال شرق سومطرة. تم استعمال اللغة الملاوية الكلاسيكية كوسيلة تواصل في الأرخبيل الإندونيسي لما يقرب من 500 سنة والتي يعود تتبعها للقرن السابع الميلادي.

### اللغة الملاوية القديمة
مثلت التجارة المتبادلة بين الأعراق المختلفة الوسيلة الرئيسية لانتشار اللغة الملاوية القديمة والمستخدمة من قبل التجار، إلى أن أصبحت هذه اللغة لغة التواصل الرئيسية لأغلب سكان الأرخبيل الإندونيسي.

## الكتابة
تكتب اللغة بالحروف اللاتينية.

## القواعد اللغوية

### الأفعال
تُشكل الأفعال منهجيًا في اللغة الإندونيسية باستخدام البوادئ. هذه البوادئ تعدل الشكل الأساسي للفعل لتشير إلى تفاصيل متنوعة، مثل صيغة الفعل (نشط أو مبني للمجهول)، ونوع الفعل، وحالة الفعل. فيما يلي البوادئ الأساسية للأفعال في الإندونيسية، مع شرح واستخدامات وأمثلة.
- -me: تُستخدم البادئة "me-" لتشكيل الأفعال المباشرة النشطة، والتي عادةً ما تحتاج إلى مفعول به. تتغير البادئة بناءً على الحرف الأول من الجذر الفعلي، لتصبح "mem-"، "men-"، "meng-"، أو "-meny".

| الجذر          | التصريف مع "me-" | مثال بالإندونيسية       | المعنى بالعربية    |
| -------------- | ---------------- | ----------------------- | ------------------ |
| Tulis (يكتب)   | Menulis (يكتب)   | Saya menulis surat.     | أكتب رسالة.        |
| Baca (يقرأ)    | Membaca (يقرأ)   | Dia membaca buku.       | هو/هي يقرأ كتابًا.  |
| Makan (يأكل)   | Makan (يأكل)     | Mereka memakan nasi.    | هم يأكلون الأرز.   |
| Kirim (يرسل)   | Mengirim (يرسل)  | Kami mengirim pesan.    | نحن نرسل رسالة.    |
| Tonton (يشاهد) | Menonton (يشاهد) | Saya menonton televisi. | أنا أشاهد التلفاز. |

- di: تستخدم الأفعال ذات البادئة "di-" لتشكيل الأفعال المبنية للمجهول،

| الكلمة الإندونيسية | المعنى بالعربية | مثال                                                      |
| ------------------ | --------------- | --------------------------------------------------------- |
| Ditulis            | يُكتب            | Surat itu ditulis oleh saya. (الرسالة تُكتب من قبلي.)      |
| Dibaca             | يُقرأ            | Buku itu dibaca oleh dia. (الكتاب يُقرأ من قبله/قبلها.)    |
| Dimakan            | يُؤكل            | Nasi itu dimakan oleh mereka. (الأرز يُؤكل من قبلهم.)      |
| Dikirim            | يُرسل            | Pesan itu dikirim oleh kami. (الرسالة تُرسل من قبلنا.)     |
| Ditonton           | يُشاهد           | Televisi itu ditonton oleh saya. (التلفاز يُشاهد من قبلي.) |

## مفردات اللغة
تأثرت اللغة الإندونيسية بعدة لغات منها العربية، الإنجلزية، الهولندية، الصينية، البرتغالية، السنسكريتية، التاميلية، الفارسية.
قائمة بعدد الكلمات المستعارة من اللغات الأخرى حسب Language and Book Development Agency 
| اللغة       | الهولندية | الإنجليزية | العربية | السنسكريتية | الصينية | البرتغالية | التاميلية | الفارسية | الهندية |
| عدد الكلمات | 3280      | 1610       | 1495    | 677         | 290     | 131        | 131       | 63       | 7       |
| ----------- | --------- | ---------- | ------- | ----------- | ------- | ---------- | --------- | -------- | ------- |

### كلمات مستعارة من اللغة العربية
جلب التجار العرب معهم الكثير من الكلمات العربية إلى اللغة الإندونيسية من الجزيرة العربية، بلاد فارس ومن الجزء الغربي من الهند غوجارات حيث يعيش العديد من المسلمين [بحاجة لمصدر]
| الأصل العربي       | سلامة   | دنيا  | سبت (يوم) | اعلان | خبر   | كرسي  | جمعة  | إجازة  | إمام | جماعة  |
| باللغة الإندونيسية | selamat | dunia | Sabtu     | iklan | kabar | Kursi | jumat | ijazah | imam | jemaat |
| ------------------ | ------- | ----- | --------- | ----- | ----- | ----- | ----- | ------ | ---- | ------ |

## عبارات أساسية
| العبارة                                    | الترجمة                    |
| ------------------------------------------ | -------------------------- |
| bahasa Indonesia                           | اللغة الإندونيسية          |
| halo                                       | أهلا                       |
| selamat pagi                               | صباح الخير                 |
| selamat sore                               | مساء الخير                 |
| selamat tinggal                            | وداعا                      |
| tolong                                     | رجاء                       |
| terima kasih                               | شكرا                       |
| terima kasih kembali                       | لا شكر على واجب            |
| ini                                        | هذا                        |
| itu                                        | ذلك                        |
| ?berapa                                    | بكم؟                       |
| ya                                         | نعم                        |
| tidak                                      | لا                         |
| maaf                                       | آسف                        |
| saya tidak mengerti                        | لا أفهم                    |
| saya tidak tahu                            | لا أعلم                    |
| saya tidak bisa berbicara bahasa Indonesia | لا أتحدث اللغة الإندونيسية |
| ?di mana toilet                            | أين الحمام؟                |